# 武汉轨道交通1号线
武汉轨道交通1号线是中華人民共和國湖北省武汉市的一条全高架城市轨道交通线路，也是中国中西部地区第一条轨道交通线路。1号线全线位于汉口，大致沿东西方向橫穿汉口的东西湖区、硚口区、江汉区、江岸区和黄陂区，全线西起径河，东至汉口北，线路全长38公里，共设32座车站。

## 名称
武汉市民习惯上将1号线称为“轻轨”，然而这种称呼并不正确。轻轨和地铁的区别，并非在于是否敷设在高架或地下，而在于其轨重和最大断面客流：轨重每米60公斤以下、单向每小时客流量1万至3万人次的称为轻轨；轨重每米60公斤以上，单向每小时客流量3万至6万人次的称为地铁。而1号线单向最大高峰小时客流量早已超过3万人次，因此武汉轨道交通1号线是名副其实的地铁。

## 工程概况
1号线由一期工程、二期工程、汉口北延长线和径河延长线四部分组成。以上四部分先后历经17年建设，目前已全部投入运营。
| 区间            | 通车日期       | 长度     | 站数 | 工程名                   |
| --------------- | -------------- | -------- | ---- | ------------------------ |
| 宗关 — 黄浦路   | 2004年7月28日  | 9.769km  | 10   | 一期工程                 |
| 黄浦路 — 堤角   | 2010年7月29日  | 7.040km  | 6    | 二期工程                 |
| 东吴大道 — 宗关 | 2010年7月29日  | 11.454km | 10   | 二期工程                 |
| 堤角 — 汉口北   | 2014年5月28日  | 5.555km  | 3    | 汉口北延长线（三期工程） |
| 径河 — 东吴大道 | 2017年12月26日 | 4.118km  | 3    | 径河延长线（四期工程）   |

### 一期工程

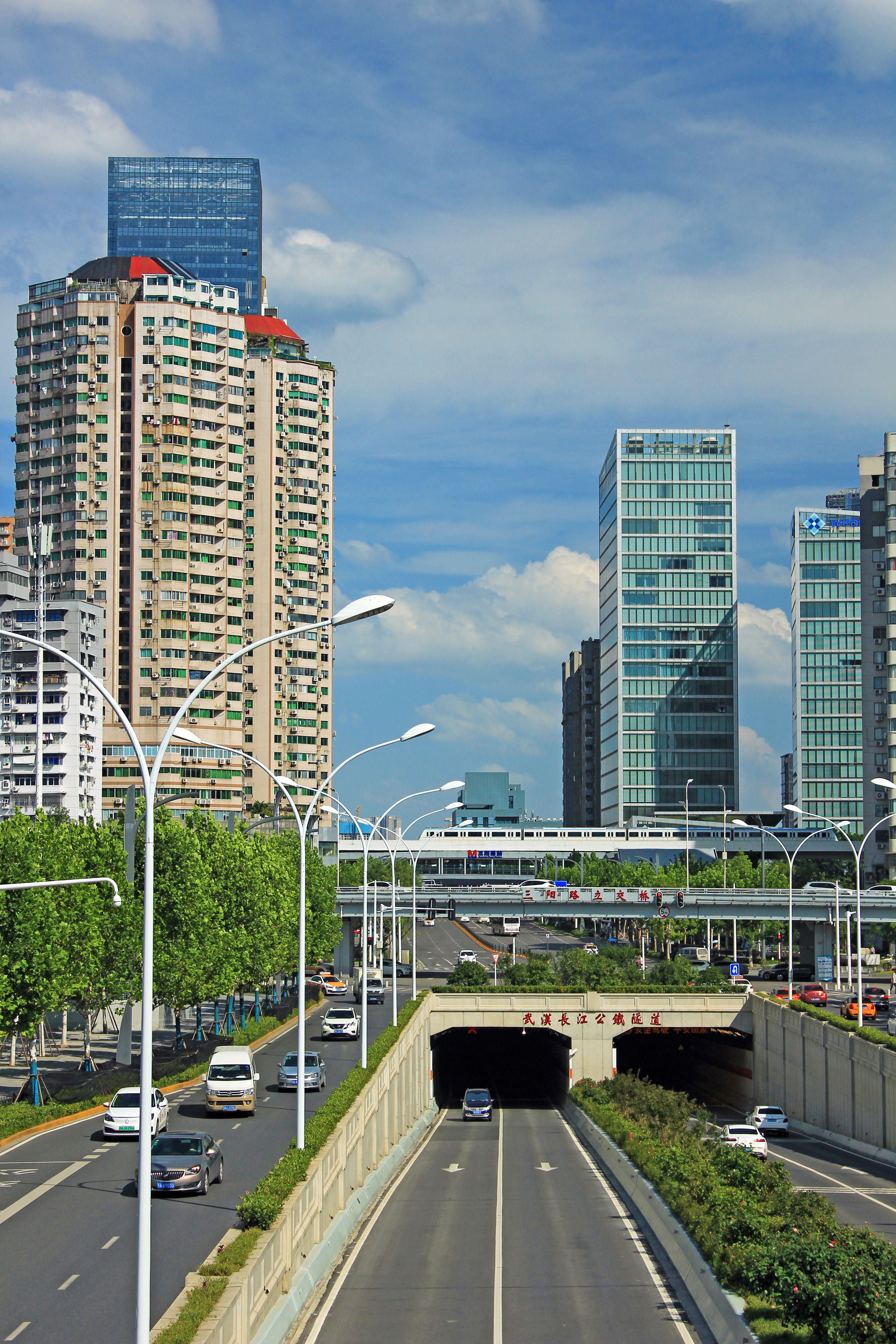
三阳路站附近的1号线列车与武汉长江公铁隧道

一期工程起于硚口区宗关，止于江岸区黄浦路，总投资21.99亿元，全长10.234公里，为全高架线路，主要沿京汉大道架设，全线共设10个车站、1个停车场、1个指挥中心、1座110KV的主变电所、6座牵引降压变电所及7座降压变电所，配备B型车12列。1号线一期工程于2000年12月23日开工建设，2004年7月28日开通运营。
2004年，1号线在全国率先使用采用移动闭塞技术的Alcatel公司SelTrac S40型CBTC，实现了自动驾驶、无人自动折返和高精度自动定点停车等功能。

### 二期工程
二期工程线路由一期工程起、终点向两端延伸：西段线路从宗关向西延伸，沿解放大道、工农路和东西湖大道到达位于东西湖区吴家山开发区的东吴大道，古田一路和竹叶海间设古田车辆段，其中竹叶海未与二期西段一并开通，一度成为武汉地铁系统中的幽灵车站，西段线路全长11.26公里，共设10站；东段线路从黄浦路向东延伸，线路下穿长江二桥后沿解放大道到达堤角，东段线路全长6.99公里，共设6站。二期工程总投资46.498亿，购置车辆21列，已于2010年7月28日开通运营。竹叶海站于2014年9月17日随着武汉宜家家居的开门营业一起投入使用。

### 汉口北延长线
汉口北延长线从堤角站继续延长至汉口北批发市场，该项目已于2014年5月28日开通。该工程总投资为23.61亿元，由黄陂区出资、武汉地铁集团负责建设，工程起点位于武汉地铁1号线二期东段终点堤角站，线路总长5.7公里，至黄陂巨龙大道北侧设汉口北站，线路均为高架。具体线路走向为：由汉口堤角向东，上跨张公堤，沿汉口解放大道北延长线向北，之后线路偏出解放大道，跨过朱家河和三环线后，线路西偏，跨过汉北河，沿规划中的泵站河西侧前行，至巨龙大道后设汉口北站。同时，在巨龙大道北侧设汉口北停车场。

### 径河延长线

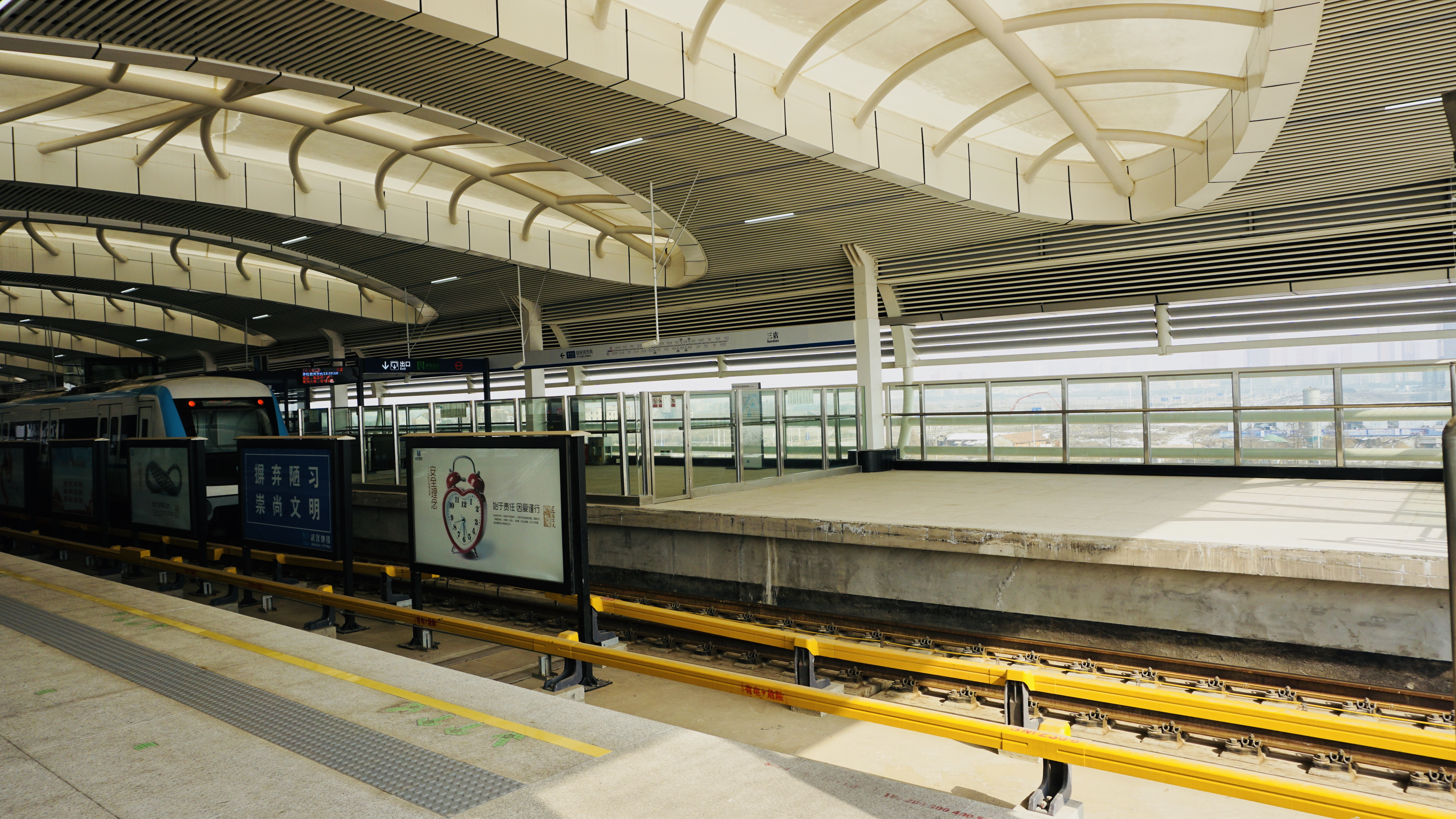
径河延伸线沿途各站预留有5B编组扩展条件

1号线自原有西端终点站东吴大道起向北延伸约4公里至径河站，2017年12月26日开通。径河延长线共设三站：码头潭公园站、三店站、径河站，均为高架车站。径河延长线的各站均以5B编组列车的规格修建，被视为是为未来可能的车辆扩编做准备。
径河延长线原本在径河站附近规划停车场，用于列车的维修保养等工作，后因考虑到资源共享，地铁集团充分挖掘1号线既有停车场潜能，将原先停用的硚口路停车场重新启用，解决径河线列车维修保养问题，不再修建新的停车场。

## 车站

### 车站列表
| 径河       | Jinghe           | 0     | 0      | 东西湖区      |          | 高架岛式月台 | 2017年12月26日 |
| 三店       | Sandian          | 1.110 | 1.110  | 东西湖区      | █ 6号线  | 高架侧式月台 | 2017年12月26日 |
| 码头潭公园 | Matoutan Park    | 1.971 | 3.081  | 东西湖区      |          | 高架侧式月台 | 2017年12月26日 |
| 东吴大道   | Dongwu Boulevard | 1.037 | 4.118  | 东西湖区      |          | 高架侧式月台 | 2010年7月29日  |
| 五环大道   | Wuhuan Boulevard | 1.652 | 5.770  | 东西湖区      |          | 高架侧式月台 | 2010年7月29日  |
| 额头湾     | Etouwan          | 1.655 | 7.425  | 硚口区        |          | 高架侧式月台 | 2010年7月29日  |
| 竹叶海     | Zhuyehai         | 0.944 | 8.369  | 硚口区        |          | 高架侧式月台 | 2014年9月17日  |
| 舵落口     | Duoluokou        | 0.807 | 9.176  | 硚口区        |          | 高架侧式月台 | 2010年7月29日  |
| 古田一路   | Gutian 1st Road  | 1.435 | 10.611 | 硚口区        |          | 高架岛式月台 | 2010年7月29日  |
| 古田二路   | Gutian 2nd Road  | 1.518 | 12.129 | 硚口区        |          | 高架侧式月台 | 2010年7月29日  |
| 古田三路   | Gutian 3rd Road  | 0.907 | 13.036 | 硚口区        |          | 高架侧式月台 | 2010年7月29日  |
| 古田四路   | Gutian 4th Road  | 0.795 | 13.831 | 硚口区        |          | 高架侧式月台 | 2010年7月29日  |
| 汉西一路   | Hanxi 1st Road   | 0.820 | 14.651 | 硚口区        |          | 高架侧式月台 | 2010年7月29日  |
| 宗关       | Zongguan         | 0.921 | 15.572 | 硚口区        | █ 3号线  | 高架岛式月台 | 2004年7月28日  |
| 太平洋     | Taipingyang      | 1.580 | 17.152 | 硚口区        |          | 高架侧式月台 | 2006年4月8日   |
| 硚口路     | Qiaokou Road     | 1.045 | 18.197 | 硚口区        |          | 高架侧式月台 | 2004年7月28日  |
| 崇仁路     | Chongren Road    | 1.142 | 19.339 | 硚口区        |          | 高架侧式月台 | 2004年7月28日  |
| 利济北路   | Liji North Road  | 0.880 | 20.219 | 江汉区/硚口区 |          | 高架侧式月台 | 2004年7月28日  |
| 友谊路     | Youyi Road       | 0.888 | 21.107 | 江汉区        |          | 高架侧式月台 | 2004年7月28日  |
| 循礼门     | Xunlimen         | 0.986 | 22.093 | 江岸区        | █ 2号线  | 高架侧式月台 | 2004年7月28日  |
| 大智路     | Dazhi Road       | 1.083 | 23.176 | 江岸区        | █ 6号线  | 高架侧式月台 | 2004年7月28日  |
| 三阳路     | Sanyang Road     | 1.010 | 24.186 | 江岸区        | █ 7号线  | 高架侧式月台 | 2004年7月28日  |
| 黄浦路     | Huangpu Road     | 1.155 | 25.341 | 江岸区        | █ 8号线  | 高架侧式月台 | 2004年7月28日  |
| 头道街     | Toudao Street    | 1.203 | 26.544 | 江岸区        |          | 高架侧式月台 | 2010年7月29日  |
| 二七路     | Erqi Road        | 0.915 | 27.459 | 江岸区        | █ 10号线 | 高架岛式月台 | 2010年7月29日  |
| 徐州新村   | Xuzhouxincun     | 0.795 | 28.254 | 江岸区        |          | 高架侧式月台 | 2010年7月29日  |
| 丹水池     | Danshuichi       | 1.525 | 29.779 | 江岸区        | █ 12号线 | 高架侧式月台 | 2010年7月29日  |
| 新荣       | Xinrong          | 1.437 | 31.216 | 江岸区        | █ 阳逻线 | 高架侧式月台 | 2010年7月29日  |
| 堤角       | Dijiao           | 1.165 | 32.381 | 江岸区        |          | 高架侧式月台 | 2010年7月29日  |
| 滕子岗     | Tengzigang       | 1.025 | 33.406 | 江岸区        |          | 高架侧式月台 | 2014年5月28日  |
| 滠口新城   | Shekouxincheng   | 1.120 | 34.526 | 黄陂区        |          | 高架侧式月台 | 2014年5月28日  |
| 汉口北     | Hankou North     | 3.410 | 37.936 | 黄陂区        |          | 高架侧式月台 | 2014年5月28日  |

### 换乘站
- 码头潭公园：1、6号线的换乘站。换乘方式为通道换乘。
- 宗关：1、3号线的换乘站。换乘方式为通道换乘（仅有电动扶梯）。
- 循礼门：1、2号线的换乘站。换乘方式为通道换乘（仅有电动扶梯）。
- 大智路：1、6号线的换乘站。换乘方式为通道换乘（仅有电动扶梯）。
- 三阳路：1、7号线的换乘站。换乘方式为通道换乘。
- 黄浦路：1、8号线的换乘站。换乘方式为通道换乘。
- 新荣：1号线、阳逻线的换乘站。换乘方式为通道换乘。

### 车站设置
1号线各路段和车站均为高架设计，大部分车站的月台为侧式月台。然而径河站、古田一路站、宗关站和二七路站的月台为岛式月台，且设有存车线，供列车折返和暂存之用。
一期工程车站主要以直线条的三角形或者单弧形屋顶配以矩形的车站主体构造，月台和站厅的面积较小，且没有设置垂直电梯和洗手间。但换乘车站在后期进行了不同程度的改造，其中三阳路站和黄浦路站为配合7号线的8号线的换乘改造，站厅和站台进行了全面扩建，外观和内饰更现代化；循礼门站、大智路站和宗关站也进行了小幅度的改造。二期工程及其后期的车站造型变化较大，站内付费区均设有洗手间和垂直电梯等无障碍设施。
车站一般采用棚顶结构，部分二期建于地面的车站有玻璃天棚或雨罩包裹外部。

### 车站特色
- 金山大道曾是武汉地铁幽灵车站。二期工程投入使用后，金山大道站未建成，但是可以在各车站的自动购票机上看到该站点。本站作为径河延长线的其中一站于2017年12月26日开通，并更名为码头潭公园。
- 二七路和古田一路外观较为独特，使用了不同于其他车站的大弧度双洞式的外观设计。
- 1号线建成时没有安装屏蔽门，但为了应对2号线建成后的大客流，循礼门站于2012年10月开始安装屏蔽门。[17]2016年1月，运营方宣布1号线将全线安装站台安全门[18]，相关工程预计会随线路信号系统更新改造计划一同于2027年12月底前完成。

## 票务规定
- 计价方式：按里程限时计费。
- 计价标准：起价2元可乘坐4公里，3元可乘坐8公里，4元可乘坐12公里，5元可乘坐18公里，6元可乘坐24公里，7元可乘坐32公里，8元可乘坐40公里，9元可乘坐50公里，50公里以上每增加1元可多乘坐20公里。具体的计费标准可参见下表：

|  |  |  |  |  |  |  |  |  |

- 乘车限时：每次进闸到出闸限240分钟。
- 乘车优惠：使用武汉通卡享受9折优惠。
- 支付方式：乘客可通过扫描“支付宝”“微信”“云闪付”“Metro新时代”等手机应用内的地铁乘车码乘坐武汉地铁；以及通过具备闪付功能的银联银行卡、交通联合卡和武汉通（以上三款均含手机NFC版本）刷卡乘车。
- 定期票：分为1、3、7日定期票，每张价格分别为18元、45元、90元。
  - 实体定期票：购买时每张票另收押金20元，乘客可在地铁各车站客服中心办理定期票的购买和退票等业务。1日票为发售时间起至当日运营时间结束，3日票为当日发售时间起至第3日运营时间结束，7日票为当日发售时间起至第7日运营时间结束。
  - 电子定期票：电子定期票在“Metro新时代”手机应用内购买。1日票为激活后24小时内，3日票为激活后72小时内，7日票为激活后168小时内有效。

## 行车安排

### 运行交路
1号线目前所有列车采用单一交路的运营方式，即所有列车均运行全程。

### 首末班车时间
- 武汉地铁首末班车时间

## 使用列车
- 列车编组中的“M”表示动车，“Tc”表示带驾驶室的拖车。

| 列车名称与型号                         | 列车生产企业                              | 列车编组                       | 列车制造年代 | 列车编号  | 列车总数   | 转向架型号 （动车 / 拖车） | 牵引电动机 生产企业，型号与类型                                                           | 牵引逆变器 生产企业，型号与类型                                                     | 辅助电源 生产企业，型号与类型                                                   |
| -------------------------------------- | ----------------------------------------- | ------------------------------ | ------------ | --------- | ---------- | -------------------------- | ----------------------------------------------------------------------------------------- | ----------------------------------------------------------------------------------- | ------------------------------------------------------------------------------- |
| 1号线一期车辆 （DKZ8）                 | 长春轨道客车                              | 4节编组 B1型列车 （Tc+M+M+Tc） | 2003 ~ 2004  | A01 ~ A12 | 12列 48节  | CM-6 型                    | 东芝电气生产 SEA-402 型 鼠笼式三相异步交流牵引电动机                                      | 东芝电气生产 SVF068-A0 型 IGBT-VVVF 牵引逆变器                                      | 东芝电气生产 INV168-A0 型 IGBT-SIV 辅助电源                                     |
| 1号线二期车辆 （南车株机B1型平台列车） | 南车株洲电力机车                          | 4节编组 B1型列车 （Tc+M+M+Tc） | 2009 ~ 2010  | A13 ~ A33 | 21列 84节  | ZMB-080 型                 | 大连东芝机辆电气设备代工生产 （东芝电气原始设计） SEA-402 型 鼠笼式三相异步交流牵引电动机 | 大连东芝机辆电气设备代工生产 （东芝电气原始设计） SVF068-B0 型 IGBT-VVVF 牵引逆变器 | 大连东芝机辆电气设备代工生产 （东芝电气原始设计） INV168 系列 IGBT-SIV 辅助电源 |
| 1号线三期车辆 （DKZ5▢）                | 北车长春轨道客车 （武汉中车长客轨道车辆） | 4节编组 B1型列车 （Tc+M+M+Tc） | 2013 ~ 2014  | A34 ~ A47 | 14列 56节  | CW-2100D 型 CW-2100 型     | 大连东芝机辆电气设备代工生产 （东芝电气原始设计） SEA-402 型 鼠笼式三相异步交流牵引电动机 | 大连东芝机辆电气设备代工生产 （东芝电气原始设计） SVF068-C0 型 IGBT-VVVF 牵引逆变器 | 大连东芝机辆电气设备代工生产 （东芝电气原始设计） INV168 系列 IGBT-SIV 辅助电源 |
| 1号线四期车辆 （DKZ9▢）                | 中车长春轨道客车 （武汉中车长客轨道车辆） | 4节编组 B1型列车 （Tc+M+M+Tc） | 2016 ~ 2018  | A48 ~ A72 | 25列 100节 | CW-2100D 型 CW-2100 型     | 中车株洲电机生产 YQ-190 系列 鼠笼式三相异步交流牵引电动机                                 | 株洲中车时代电气生产 TGN-53 系列 IGBT-VVVF 牵引逆变器                               | 株洲中车时代电气生产 t Power-AA18 (JR6) 型 IGBT-SIV 辅助电源                    |

- 一期车辆外观
- 一期车辆车厢内饰
- 二期车辆外观
- 二期车辆车厢内饰
- 三期车辆外观
- 三期车辆车厢内饰
- 四期车辆外观

1号线一期工程使用的DKZ8型列车由长春轨道客车股份公司设计制造，国产化率达70％，车体为国内首次使用全焊接结构的铝合金车体，拖车司机室部分为玻璃钢结构。总共订购了48辆，共计12列，2动2拖4辆编组。一期工程车辆侧面装饰彩条原为红色，后于二期开通后统一涂为1号线的标识颜色“地铁蓝”。
伴随1号线二期工程完成，新引进由南车集团株洲电力机车有限公司制造的B1型列车，共订购了21列。
汉口北延长线（三期工程）和径河延长线（四期工程）分别增购14列、25列列车，均由中车长春轨道客车股份有限公司提供，其中部分列车在位于黄陂区的武汉中车长客轨道车辆有限公司生产。
以上车辆在1号线全线混合运营，古田车辆段、硚口路停车场以及汉口北三个车辆基地负责这些列车的存放、保养和维修。值得一提的是，1号线所有列车均采用塞拉门，而线网中所有其他线路则采用内藏门。

## 沿革
- 2000年12月23日，1号线一期工程（黄浦路至宗关）开工建设。
- 2004年7月28日，1号线一期投入观光试运营，全长约10公里。武汉成为中国大陆继北京、天津、上海、广州、长春和大连之后，第七个拥有轨道交通系统的城市。列车为4B编组。试运营期间，1号线服务时间为09:00—14:00，共3列车上线，行车间隔25分钟。票价为每人3元。
- 2004年9月28日，1号线一期观光试运营结束，上线列车增至5列，行车间隔压缩至8分30秒。服务时间为06:30—21:30。
- 2005年4月20日，为吸引更多客流，武汉轨道交通单程票降为每人2元。
- 2005年7月28日，武汉地铁的自动售检票系统启用，地铁告别人工发售纸票与检票的时代，改由机器发售电子票。同时单程票价变为6站内（含）1.5元，6站以上2元。
- 2006年4月8日，太平洋站开放使用，至此1号线一期十座车站全部启用。
- 2007年6月22日，1号线二期工程全线开工，二期工程向两端延长共18公里，全线均为高架线路。
- 2010年7月28日，1号线二期投入运营，线路延长至28.87公里。同时，原江汉路站更名为循礼门站。
- 2010年9月15日，1号线调整运营时间：工作日为6:00-21:30，休息日为6:30-21:30，早高峰间隔5分45秒。
- 2011年1月4日，1号线运营时间再次调整，首班车06:00不变，末班车由21:30延长至22:00。
- 2011年4月9日，武汉地铁累计客流量突破1亿人次。
- 2011年4月28日，1号线三期工程堤角向汉口北方向的北沿线开建，此工程亦称汉口北地方铁路工程。全长约5.5公里，沿线均为高架线，设黄浦新城站（后更名为滕子岗站）、南湖村站（后更名为滠口新城站）、汉口北站3座车站。从汉口北到市区仅需20分钟。
- 2011年6月8日，1号线配合高考英语听力，停运半小时。这是1号线全线开通来第一次停运，影响之广以引起关注，地铁是否继续让路高考成为民众广泛讨论的话题之一。
- 2011年10月26日，武汉地铁集团将1号线列车高峰间隔从5分钟压缩到4分30秒。上线列车从23列增加到24列。
- 2011年12月5日，1号线循礼门站至大智路站区间发生武汉地铁首次死亡事件。疑似为卧轨自杀。
- 2011年12月24日，1号线因平安夜全日客流达到39.6万人次，刷新历史最高纪录。虽然地铁方面将1号线收班时间延长至凌晨，晚高峰更将列车间隔压缩到3分48秒。但仍有众多网友表示收班时间过早。
- 2012年3月10日，1号线循礼门站改造，扩建与2号线的换乘通道平台并重建出入口。
- 2012年6月13日，1号线循礼门站有乘客落轨并被列车撞成重伤后经抢救无效死亡，其后1号线全线中断列车服务。该事件将安全门问题推上风口浪尖。也加快了武汉地铁为1号线加装安全门试点工程的进度。
- 2012年10月17日，1号线在循礼门站开始启动屏蔽门加装试点工程，估计12月底安装完毕。这是武汉1号线首次尝试屏蔽门，其他站点日后也会根据客流大小情况考虑是否加装安全门。
- 2012年11月20日，1号线因信号错误使上线列车不足，导致发车间隔拉大，原早7点应上线23列车只上线了18列。“非正常行车”长达两个小时。许多上班族与学生迟到。这是1号线2004年开通以来时间最长的一次“非正常行车”。
- 2012年12月28日，武汉地铁2号线通车，1号线与2号线在循礼门站的换乘通道启用，地铁1号线结束单线时代。同时，1号线票价与2号线统一成按里程收费。起步价为2元，可乘坐9公里；3元可乘坐9-14公里；4元可乘坐14-21公里；5元可乘坐21-30公里；6元封顶，可乘坐30-41公里。入闸后乘客有三小时乘车时限，超过三小时后须按单程票最高票价补交。
- 2012年12月31日，因元旦客流增长，地铁集团将当天末班车时间由22:00延长到22:30。
- 2013年2月5日，1号线循礼门站的屏蔽门启用。循礼门为1号线首座拥有屏蔽门的车站。
- 2013年5月1日，武汉地铁票价实行刷卡9折优惠，乘客持武汉通或地铁储值卡可享受九折优惠。老年卡一年可有730次乘坐武汉公共交通（公交、地铁、轮渡、电车等）免费的次数。
- 2013年7月23日，1号线行车间隔早高峰缩短10秒，平峰、晚高峰均缩短11秒。
- 2013年9月1日，地铁全网末班车运营时间延长半小时，武汉地铁1号线运营时间为6:00-22:30，节假日为6:30-22:30。
- 2013年9月9日，一号线第一辆改装上LCD动态显示器的列车（A21）上线，列车将原来闪灯报站器升级成跟二号线一样的LCD报站显示器。相比二号线的LCD，一号线的颜色搭配更好看，动画更柔和，在列车到站时还有站点放大图，广受好评。自此，一号线列车报站改装正式开始。
- 2014年5月28日，地铁1号线三期工程汉口北延长线通车运营，新增三座车站分别为滕子岗站、滠口新城站和汉口北站。一号线全线共有28座车站，总长度达34.57KM。同时，1号线采用大小交路交叉混跑的运营模式，小交路列车终点站仍为堤角，大交路列车则一直开至汉口北。
- 2014年8月20日，配合6号线中山大道段施工，1号线工作日运营时间首班车调整为05:45发车，末班车时间不变。
- 2014年9月1日，武汉地铁全网车站开始施行进站安检措施。
- 2014年9月17日，配合宜家家居的开业，1号线竹叶海站正式启用。成为1号线第29座车站。
- 2015年7月31日，1号线取消大小交路，所有列车均往返东吴大道至汉口北。
- 2015年12月23日，1号线四期工程径河延长线正式开工，设金山大道（后更名为码头潭公园站）、啤砖路（后更名为三店站）和径河三座车站，全长约4公里。
- 2015年12月28日，轨道交通3号线通车，宗关站的换乘通道启用。宗关站也成为1号线第二座换乘车站。
- 2016年4月21日，武汉地铁运营方将对位于一期车站内的34部电梯进行一次全面检修，在年内逐步更换新的梯级链条，确保运营安全。
- 2016年12月28日，6号线正式通车运营，大智路站的站厅扩建部分和换乘通道正式启用，1号线车站也调整了站内闸机位置，方便换乘，但同时车站也失去了过街天桥的功能。
- 2017年1月3日，1号线工作日的开班时间恢复至早上6点。
- 2017年2月17日，1号线黄浦路站为了配合与8号线的换乘进行改造，临时关闭B出口，开启A出口和临时出入口以方便乘客进出站。
- 2017年5月5日，自5月5日起，地铁利用夜间列车回段时间，对每列车的语音素材进行逐一刷新。本次刷新，在原广播词基础上进行了逐句梳理，简化到站信息内容，合理插播其他乘车信息，形成最新版列车广播内容并录制。
- 2017年7月4日，1号线四期增购的首列车A48号正式运抵古田车辆段。
- 2017年11月21日，1号线一期最后一列大修编号为“A12”的列车完成大修，破茧重生，与正线列车一起投入到运营中。这标志着武汉地铁12列“元老级”列车载客运营13年后，全部完成大修工作。
- 2017年12月26日，
  - 1号线径河延伸线通车运营，码头潭公园站、三店站和径河站投入使用。
  - 8号线一期通车运营。1号线黄浦路站也正式改造完毕，该站扩大了车站主体的面积，并重新装修，与8号线的换乘通道可直达1号线站台。
  - 阳逻线开通，但原计划在新荣站换乘的安排因上盖商业未能完工而暂时无法实现，目前1号线和阳逻线只能出站换乘。但1号线站台为了应对大客流，还是加装了栏杆以保证乘客安全。
- 2018年5月15日，因1号线线路设备施工，对1号线循礼门至大智路下行区间部分区段设置25km/h临时限速。
- 2018年10月1日，7号线正式通车运营，1号线三阳路站也正式改造完毕，并且新建的换乘通道也正式启用。三阳路是继黄浦路后第二座彻底改造的车站，新增了出入口，乘客横穿马路进站的历史正式结束。
- 2019年5月1日，全线网延迟半小时收班，1号线及其他市区线路的常规末班车时间由22:30延长至23:00。
- 2020年1月23日，受新冠肺炎疫情影响，上午10时由线路两端终点站对开末班车，末班车终到后全线停运。
- 2020年3月28日，线路恢复有限度运营。

## 使用状况

### 活动
从2012年9月底至12月，武汉地铁集团有限公司、英国大使馆文化教育处、湖北省作协、武汉市委宣传部共同举办“公共空间的诗歌”主题活动，将湖北和英国当代诗人的117首诗歌作品贴在车厢、车站和桥柱等处，供市民搭乘时阅读欣赏。

### 事故
- 2012年6月13日，一男子因失足掉下武汉地铁1号线循礼门站的站台，双足被压断，后虽送医，但因失血过多导致死亡。[23]
- 2018年2月8日下午4时许，1号线友谊路站往汉口北方向站台，33岁的姚某翻到轨道区间内露台上，扬言要跳轨自杀，被车站工作人员发现后及时劝阻并报警。事件造成1号线上下行双向断电停运长达40多分钟，沿线各站约30万乘客滞留等严重后果。9月6日，姚某犯寻衅滋事罪，被汉阳区人民法院判处有期徒刑一年六个月缓刑二年，成为中国大陆首例因跳轨扬言自杀被追究刑事责任的案件。[24]
- 2020年7月16日14时34分，一名中年女性乘客在轨道交通1号线头道街站下行（开往汉口北方向）站台候车时，突然身体不适，不慎跌落区间。站台岗工作人员杨熠第一时间拍下紧急停车按钮，车站立即启动应急预案，紧急请求指挥调度中心为区间作停电处理，同步报110、120。值班站长袁玥第一时间赶赴现场处置，并安排人员参与施救。14点51分，乘客被安全送至站台。14点52分，轨道交通1号线行车恢复正常。15点05分，120急救人员将该乘客接走。该乘客生命体征平稳，暂无生命危险。[25]
- 2020年8月14日12时21分，1号线竹叶海站有1名乘客违规跳下站台进入轨行区，随后车站工作人员进行了现场处置，将乘客带离了轨行区。[26]

## 历史

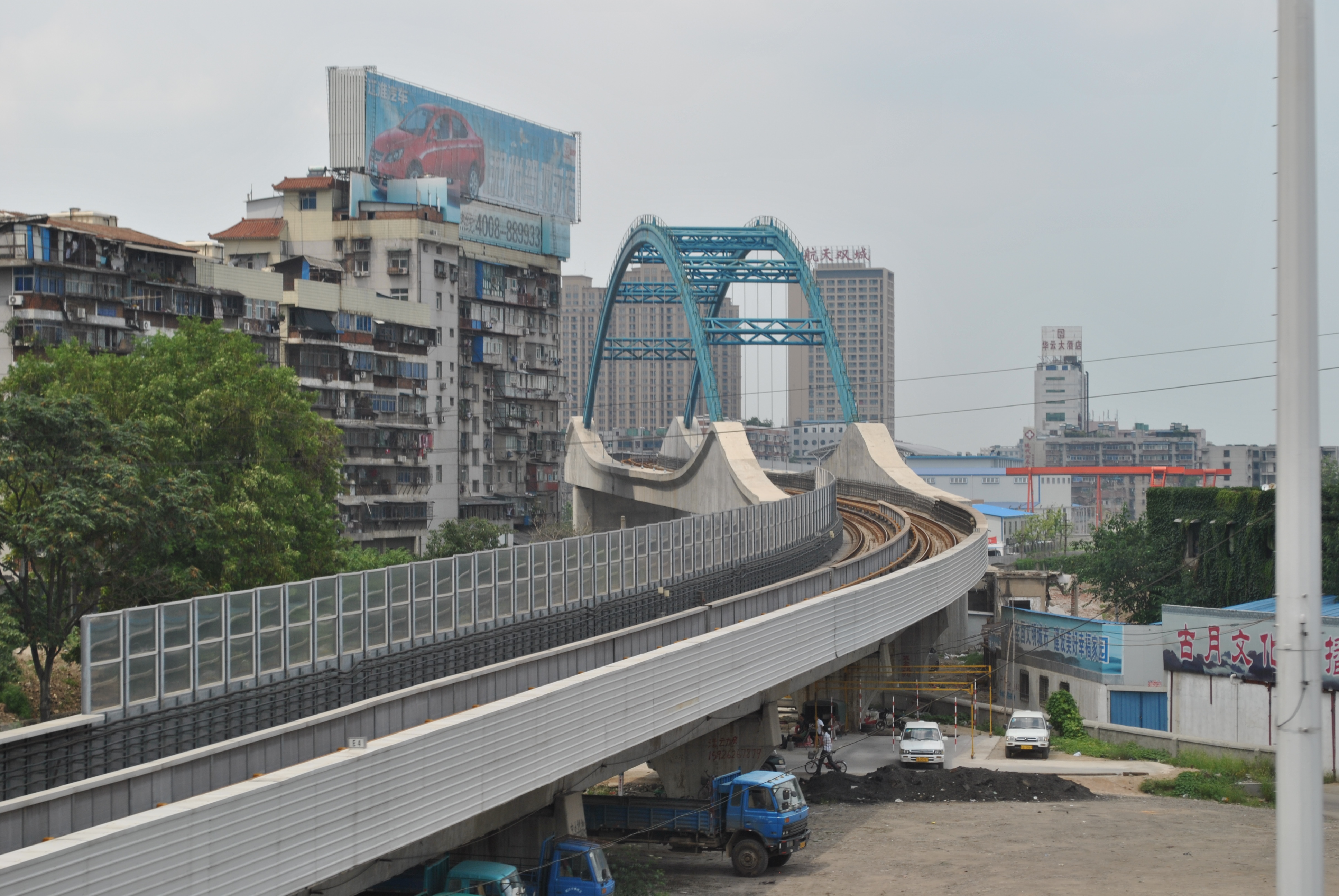
临近头道街站下穿长江二桥后跨越原江岸站小南区的1号线桥梁

### 京汉铁路汉口城区段
武汉地铁1号线1期线路在汉口走的是拆除原京汉铁路汉口城区段后修建的京汉大道，所以从某种意义上来讲，地铁1号线继承了京汉铁路的衣钵。其中地铁1号线的循礼门站及大智路站，正好在原京汉铁路循礼门火车站及大智门火车站的原址附近。

### 过江计划
地铁1号线曾经准备通过武汉长江二桥过江，沿徐东大街及中北路、中南路，直至武昌傅家坡。在修建二桥时曾为此预留了3个可拆卸钢架，允许1号线借桥面中间两股车道过江。后因长江二桥车流量远超预期而作罢，预留结构也在2003年大修后拆除。

## 未来计划

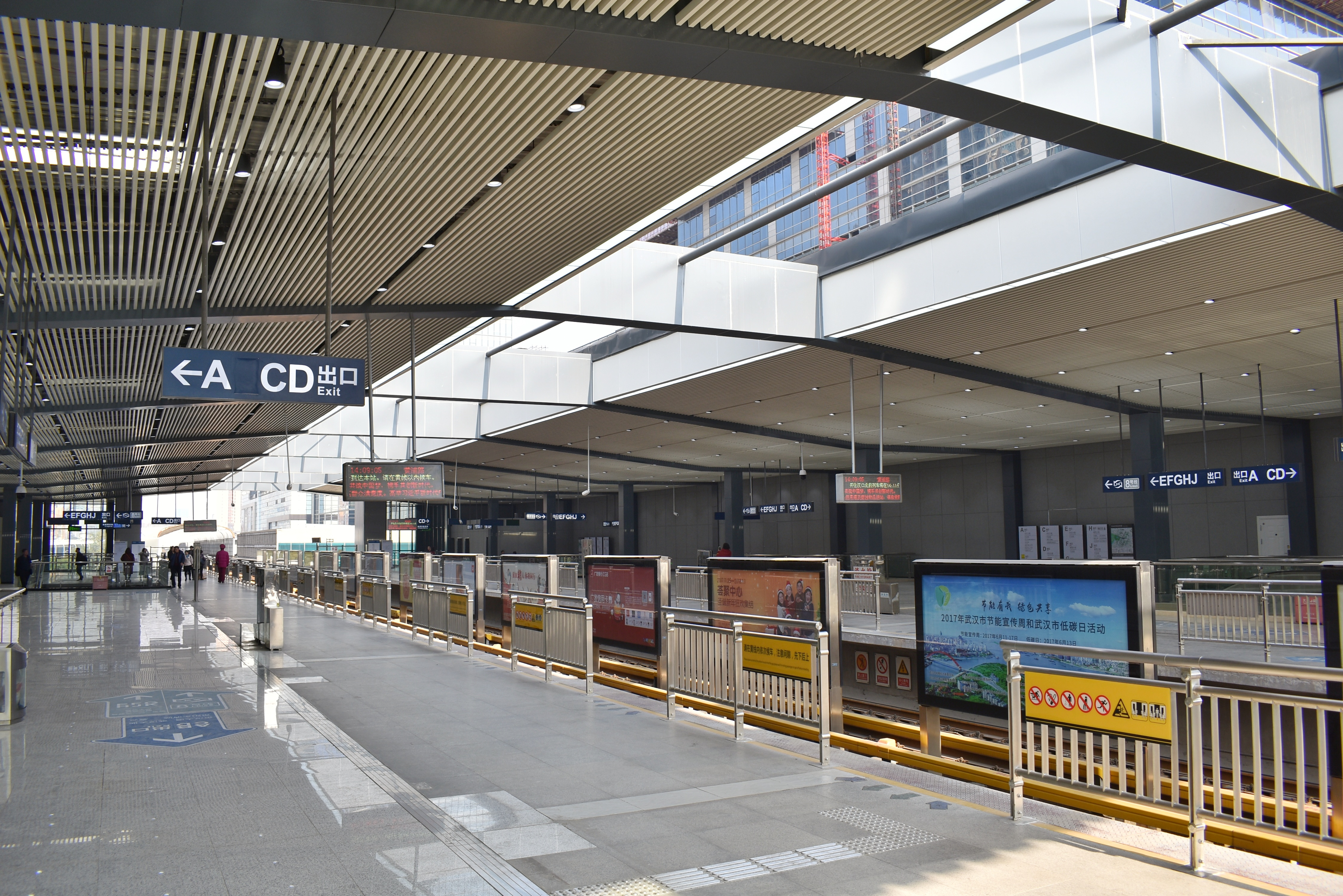
黄浦路站月台的简易栏杆

2015年5月，武汉地铁集团对1号线全线车站增设站台安全门及配套工程项目进行公开招标，但由于法定程序较多，所需时间较长，至今仍未实施。
当前，仅循礼门站装有站台屏蔽门，列车司机需手动控制其开关，而其余的换乘站和客流较大的车站暂时安装了固定的铁栏杆作为防护。
2024年9月25日，武汉地铁集团对1号线信号系统及配套项目更新改造工程信号系统集成项目进行公开招标，招标内容包括将对全线32座正线车站信号设备升级改造，全线除循礼门站的31座车站加装站台门，同步对循礼门站的站台门升级改造等，相关工程预计2027年12月底之前完工；10月28日，武汉地铁集团发布该项目的中标公示，中标单位为卡斯柯信号有限公司。

## 沿线主要旅游景点或娱乐设施
- 堤角站附近有堤角公园；
- 徐州新村站附近有武汉二七纪念馆；
- 二七路站附近有京汉铁路总工会旧址；
- 头道街站附近有武汉天地壹方购物中心北馆；

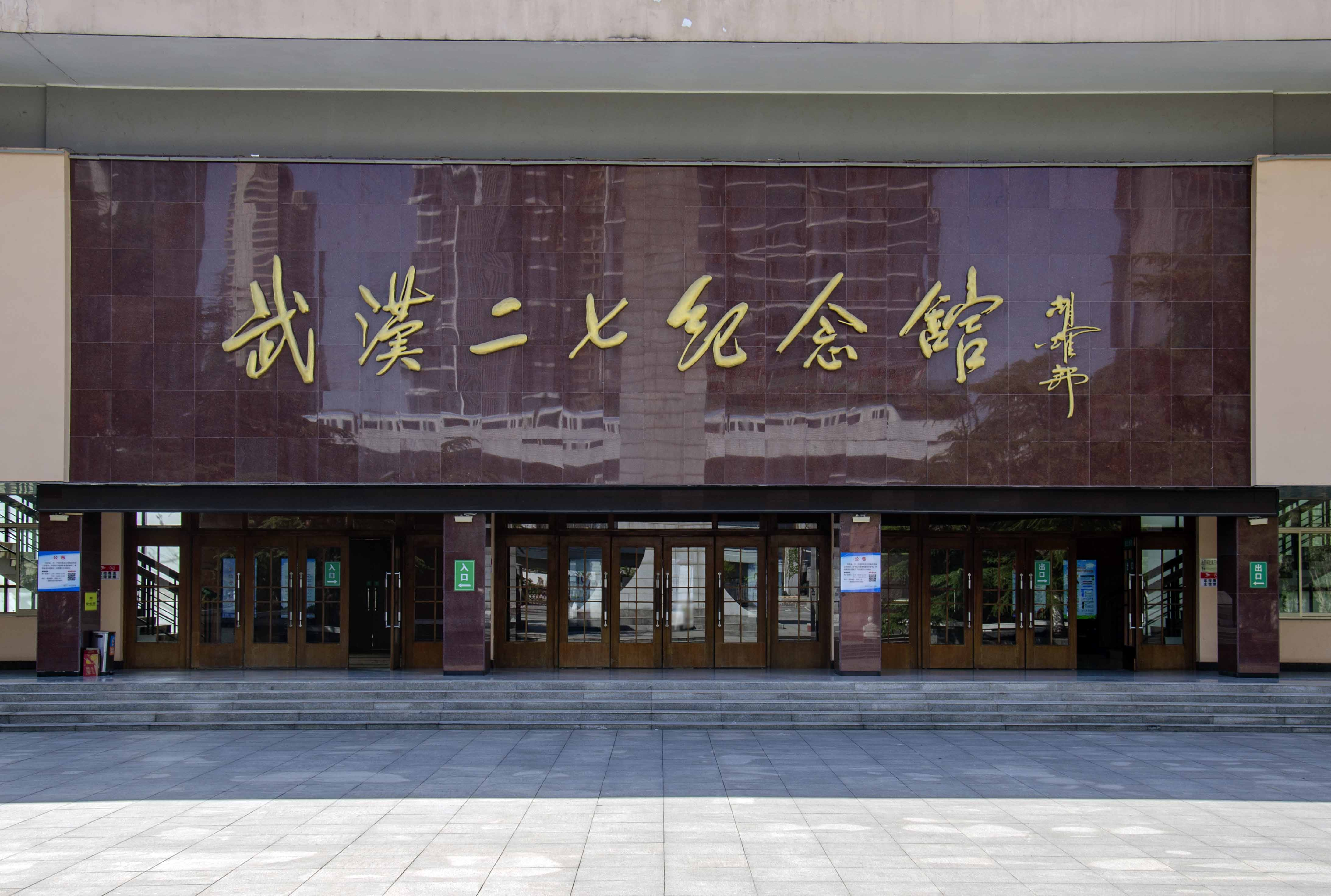
武汉二七纪念馆门额，倒影映出本线走行之车辆

- 黄浦路站附近有武汉长江二桥、汉口江滩、武汉天地、解放公园[34]及汉口日租界；
- 三阳路站附近有汉口德租界和汉口江滩；
- 大智路站附近有大智门火车站及汉口法租界；
- 循礼门站附近有江汉路步行街及汉口英租界；
- 利济北路站附近有武汉国际会展中心、中山公园[35]及武商广场、武商世贸广场、武汉国际广场、武汉恒隆广场[35]；
- 古田三路站附近有汉江江滩体育公园；
- 古田二路站附近有凯德西城；
- 竹叶海站附近有宜家家居&荟聚中心[36]；
- 码头潭公园站附近有码头潭文化遗址公园。